# Émile Jeannin

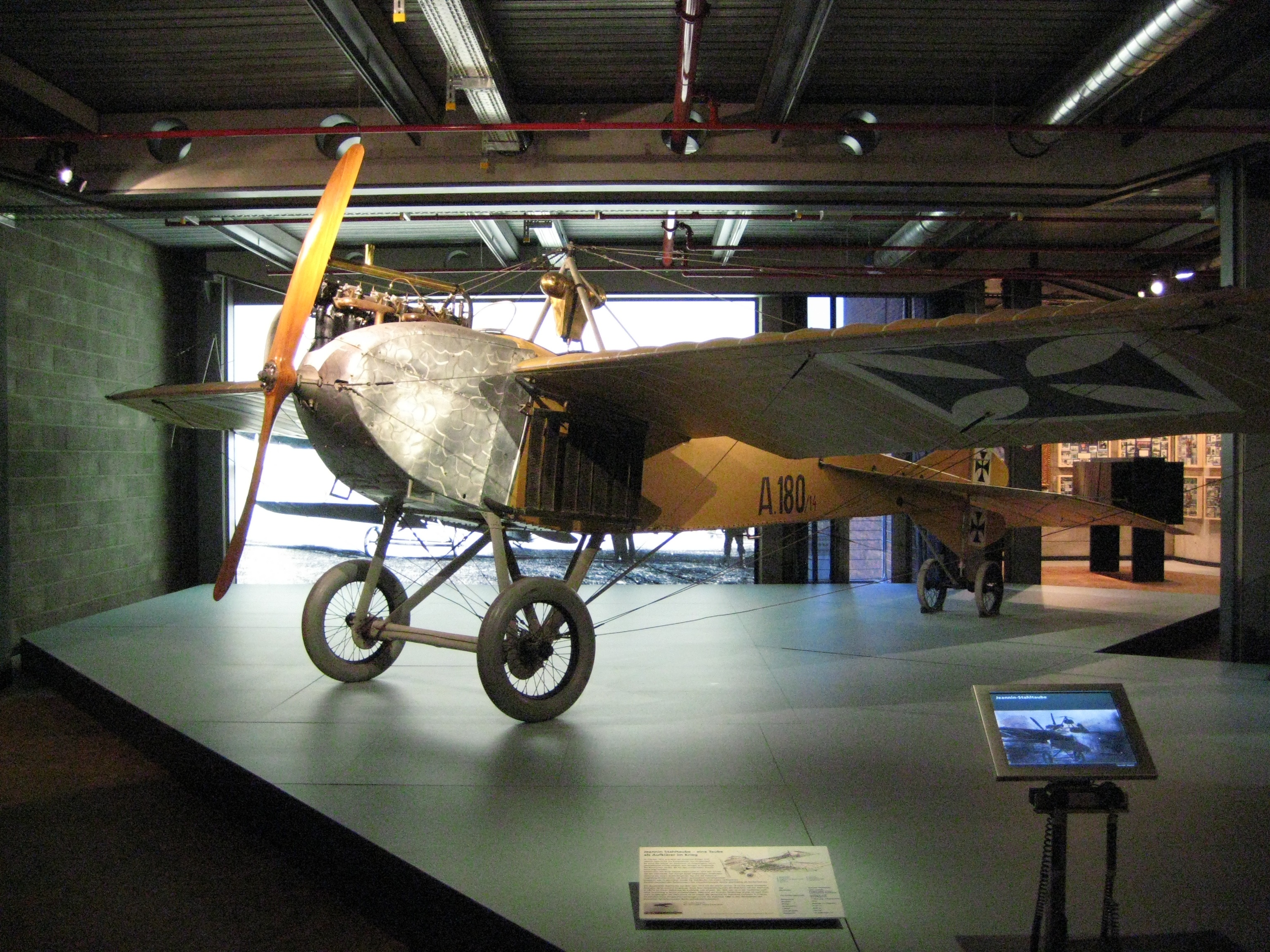
Le Stahltaube exposé dans le Musée allemand des techniques de Berlin

Émile Jeannin, né le 28 février 1875 à Mulhouse et mort le 10 avril 1957 à Strasbourg, surnommé Mimi Jeannin, est un pionnier franco-allemand de l'aviation.

## Biographie
Émile Jeannin, frère d'Henri Jeannin, est un coureur cycliste populaire dès son plus jeune âge. Il court aussi en automobile et en bateau à moteur.
De 1906 à 1908, il exploite à Berlin la société Sun Motorwagen Gesellschaft E. Jeannin & Co. (de)
En 1909, il apprend à voler chez Farman à Mourmelon. Le 27 avril 1910, il acquiert la licence allemande de pilote d'aéronef no 6. Le même mois, il entreprend (avec un avion non conforme) d'effectuer un vol record d'environ deux heures. Le 6 août 1910, il remporte le 4e prix Lanz à Mannheim sur un biplan Farman.  Fin septembre, il remporte le vol-Trèves-Metz. Il est ensuite brièvement ingénieur chez Aviatik dans laquelle son frère Henri a des parts. En février 1912, il fonde sa propre entreprise à Johannisthal, près de Berlin, et y construit son modèle Stahltaube avec René Freindt de Lorraine. En 1913-1914, il construit 37 Stahltaube en acier pour l'administration de l'armée allemande. Le prix est compris entre 22 000 et 25 000 marks-or par pièce. 
En mai 1915, les National-Flugzeugwerke (NFW) sont sortis de son usine d'avions à Leipzig, ils ont été incorporés en 1917 dans les Deutsche Flugzeug-Werke.  
Au début de la Première Guerre mondiale, Émile Jeannin a des problèmes en Allemagne, notamment en raison de son ascendance française et il doit vendre précipitamment son usine.  
Après la guerre, à son retour à Mulhouse - maintenant française - il a des problèmes avec l'autorité militaire française qui lui reproche d'avoir construit des avions utilisés par l'armée allemande. Il est condamné à une peine de prison puis expulsé vers l'Allemagne. 
En mai 1921, à Berlin, il est accusé puis condamné à trois ans et demi de prison pour « actes indécents sur mineures de moins de 14 ans » dans son appartement berlinois. Son amante, Margot Hahn est elle aussi condamnée pour complicité, à six mois avec sursis. 